# Élections municipales de 2026 en Haute-Savoie
Pour un article plus général, voir Élections municipales françaises de 2026.
Les élections municipales en Haute-Savoie sont prévues en mars 2026. Cette page ne traite que les communes de 3 000 habitants et plus en Haute-Savoie.

## Résultats à l'échelle du département

### Maires sortants et maires élus
| Commune                  | Population (en 2022) | Maire sortant(e)       | Parti | Parti | Maire élu(e) | Parti | Parti |
| ------------------------ | -------------------- | ---------------------- | ----- | ----- | ------------ | ----- | ----- |
| Allinges                 | 4 938                | François Deville       |       | DVD   |              |       |       |
| Ambilly                  | 6 269                | Guillaume Mathelier    |       | PS    |              |       |       |
| Annecy                   | 131 272              | François Astorg        |       | ECO   |              |       |       |
| Annemasse                | 37 595               | Christian Dupessey     |       | PS    |              |       |       |
| Argonay                  | 3 713                | Gilles François        |       | Cap21 |              |       |       |
| La Balme-de-Sillingy     | 5 215                | Séverine Mugnier       |       | DVD   |              |       |       |
| Beaumont                 | 3 081                | Marc Genoud            |       | SE    |              |       |       |
| Bonne                    | 3 268                | Yves Cheminal          |       | DVD   |              |       |       |
| Bonneville               | 13 320               | Stéphane Valli         |       | LR    |              |       |       |
| Bons-en-Chablais         | 6 120                | Olivier Jacquier       |       | SE    |              |       |       |
| Chamonix-Mont-Blanc      | 8 673                | Éric Fournier          |       | UDI   |              |       |       |
| Chavanod                 | 3 024                | Franck Bogey           |       | SE    |              |       |       |
| Chens-sur-Léman          | 3 005                | Pascale Moriaud-Billod |       | DVD   |              |       |       |
| Cluses                   | 17 366               | Jean-Philippe Mas      |       | LR    |              |       |       |
| Collonges-sous-Salève    | 3 876                | Brigitte Gondouin      |       | DVC   |              |       |       |
| Cranves-Sales            | 7 476                | Bernard Boccard        |       | LR    |              |       |       |
| Cruseilles               | 5 058                | Sylvie Mermillod       |       | DVD   |              |       |       |
| Doussard                 | 3 688                | Marielle Juilien       |       | SE    |              |       |       |
| Douvaine                 | 6 788                | Claire Chuinard        |       | DVC   |              |       |       |
| Epagny Metz-Tessy        | 8 642                | Roland Daviet          |       | DVD   |              |       |       |
| Évian-les-Bains          | 9 224                | Josiane Lei            |       | LR    |              |       |       |
| Faverges-Seythenex       | 7 540                | Jacques Dalex          |       | DVG   |              |       |       |
| Fillière                 | 9 812                | Christian Anselme      |       | DVD   |              |       |       |
| Fillinges                | 3 550                | Bruno Forel            |       | UDI   |              |       |       |
| Gaillard                 | 11 054               | Antoine Blouin         |       | DVD   |              |       |       |
| Groisy                   | 4 044                | Henri Chaumontet       |       | DVD   |              |       |       |
| Les Houches              | 3 529                | Ghislaine Bossonney    |       | SE    |              |       |       |
| Magland                  | 3 242                | Johann Ravailler       |       | SE    |              |       |       |
| Marignier                | 6 432                | Christophe Pery        |       | SE    |              |       |       |
| Marnaz                   | 5 920                | Chantal Vannson        |       | DVD   |              |       |       |
| Neuvecelle               | 3 224                | Nadine Wendling        |       | DVD   |              |       |       |
| Passy                    | 10 852               | Raphaël Castéra        |       | DVG   |              |       |       |
| Pers-Jussy               | 3 207                | Isabelle Roguet        |       | DVD   |              |       |       |
| Poisy                    | 9 032                | Pierre Bruyère         |       | LR    |              |       |       |
| Publier                  | 7 793                | Jacques Grandchamp     |       | DVD   |              |       |       |
| Reignier-Ésery           | 8 112                | Lucas Pugin            |       | DVD   |              |       |       |
| La Roche-sur-Foron       | 11 239               | Pierrick Ducimetière   |       | DVD   |              |       |       |
| Rumilly                  | 16 082               | Christian Dulac        |       | SE    |              |       |       |
| Saint-Cergues            | 3 779                | Gabriel Doublet        |       | UDI   |              |       |       |
| Saint-Gervais-les-Bains  | 5 678                | Jean-Marc Peillex      |       | RE    |              |       |       |
| Saint-Jeoire             | 3 423                | Antoine Valentin       |       | UDR   |              |       |       |
| Saint-Jorioz             | 6 344                | Michel Beal            |       | DVD   |              |       |       |
| Saint-Julien-en-Genevois | 15 925               | Véronique Lecauchois   |       | PS    |              |       |       |
| Saint-Pierre-en-Faucigny | 7 848                | Marin Gaillard         |       | DVD   |              |       |       |
| Sallanches               | 17 041               | Georges Morand         |       | LR    |              |       |       |
| Sciez                    | 6 317                | Cyril Démolis          |       | DVD   |              |       |       |
| Scionzier                | 9 074                | Sandro Pépin           |       | DVD   |              |       |       |
| Sevrier                  | 4 324                | Bruno Lyonnaz          |       | SE    |              |       |       |
| Sillingy                 | 5 652                | Yvan Sonnerat          |       | DVD   |              |       |       |
| Taninges                 | 3 501                | Gilles Péguet          |       | SE    |              |       |       |
| Thônes                   | 6 654                | Pierre Bibollet        |       | UDI   |              |       |       |
| Thonon-les-Bains         | 37 689               | Christophe Arminjon    |       | DVD   |              |       |       |
| Thyez                    | 6 344                | Fabrice Gyselinck      |       | SE    |              |       |       |
| Valleiry                 | 5 090                | Alban Magnin           |       | UDI   |              |       |       |
| Veigy-Foncenex           | 4 035                | Catherine Bastard      |       | DVD   |              |       |       |
| Vétraz-Monthoux          | 10 412               | Patrick Antoine        |       | DVD   |              |       |       |
| Villaz                   | 3 473                | Christian Martinod     |       | DVD   |              |       |       |
| Ville-la-Grand           | 9 196                | Nadine Jacquier        |       | SE    |              |       |       |
| Viry                     | 5 625                | Laurent Chevalier      |       | SE    |              |       |       |
| Viuz-en-Sallaz           | 4 668                | Pascal Pochat-Baron    |       | SE    |              |       |       |

### Résultats en nombre de maires
| Partis               | Partis                               | Maires sortants | Maires élus | Évolution |
| -------------------- | ------------------------------------ | --------------- | ----------- | --------- |
|                      | Divers droite                        | 24              |             |           |
|                      | Les Républicains                     | 6               |             |           |
| Total droite         | Total droite                         | 30              |             |           |
|                      | Union des démocrates et indépendants | 5               |             |           |
|                      | Divers centre                        | 2               |             |           |
|                      | Cap21                                | 1               |             |           |
|                      | Renaissance                          | 1               |             |           |
| Total centre         | Total centre                         | 9               |             |           |
|                      | Parti socialiste                     | 3               |             |           |
|                      | Divers gauche                        | 2               |             |           |
| Total gauche         | Total gauche                         | 5               |             |           |
|                      | Union des droites pour la République | 1               |             |           |
| Total extrême droite | Total extrême droite                 | 1               |             |           |
|                      | Sans étiquette                       | 14              |             |           |
|                      | Divers écologiste                    | 1               |             |           |
| Total                | Total                                | 60              | 60          | -         |

## Résultats dans les communes de plus de 3 000 habitants

### Allinges
- Maire sortant : François Deville (DVD)
- 27 sièges à pourvoir au conseil municipal (population légale 2022 : 4 938 habitants)
- 2 sièges à pourvoir au conseil communautaire (Thonon Agglomération)

| Tête de liste | Tête de liste | Parti(s) | Nuance | Premier tour | Premier tour | Second tour | Second tour | Sièges | Sièges |
| Tête de liste | Tête de liste | Parti(s) | Nuance | Voix         | %            | Voix        | %           | CM     | CC     |
| ------------- | ------------- | -------- | ------ | ------------ | ------------ | ----------- | ----------- | ------ | ------ |

### Ambilly
- Maire sortant : Guillaume Mathelier (PS)
- 29 sièges à pourvoir au conseil municipal (population légale 2022 : 6 269 habitants)
- 4 sièges à pourvoir au conseil communautaire (Annemasse - Les Voirons Agglomération)

| Tête de liste | Tête de liste | Parti(s) | Nuance | Premier tour | Premier tour | Second tour | Second tour | Sièges | Sièges |
| Tête de liste | Tête de liste | Parti(s) | Nuance | Voix         | %            | Voix        | %           | CM     | CC     |
| ------------- | ------------- | -------- | ------ | ------------ | ------------ | ----------- | ----------- | ------ | ------ |

### Annecy
- Maire sortant : François Astorg (ECO)
- 69 sièges à pourvoir au conseil municipal (population légale 2022 : 131 272 habitants)
- 47 sièges à pourvoir au conseil communautaire (Grand Annecy)

| Tête de liste            | Tête de liste   | Parti(s) | Nuance | Premier tour | Premier tour | Second tour | Second tour | Sièges | Sièges |
| Tête de liste            | Tête de liste   | Parti(s) | Nuance | Voix         | %            | Voix        | %           | CM     | CC     |
| ------------------------ | --------------- | -------- | ------ | ------------ | ------------ | ----------- | ----------- | ------ | ------ |
|                          | Thomas Meszaros | PRV      |        |              |              |             |             |        |        |
|                          |                 |          |        |              |              |             |             |        |        |
| Exprimés                 |                 |          |        |              |              |             |             |        |        |
| Votes blancs             |                 |          |        |              |              |             |             |        |        |
| Votes nuls               |                 |          |        |              |              |             |             |        |        |
| Total                    | Total           | Total    | Total  |              | 100          |             | 100         | 69     | 47     |
| Absentions               |                 |          |        |              |              |             |             |        |        |
| Inscrits / participation |                 |          |        |              |              |             |             |        |        |

### Annemasse
- Maire sortant : Christian Dupessey (PS)
- 39 sièges à pourvoir au conseil municipal (population légale 2022 : 37 595 habitants)
- 20 sièges à pourvoir au conseil communautaire (Annemasse - Les Voirons Agglomération)

| Tête de liste | Tête de liste | Parti(s) | Nuance | Premier tour | Premier tour | Second tour | Second tour | Sièges | Sièges |
| Tête de liste | Tête de liste | Parti(s) | Nuance | Voix         | %            | Voix        | %           | CM     | CC     |
| ------------- | ------------- | -------- | ------ | ------------ | ------------ | ----------- | ----------- | ------ | ------ |

### Argonay
- Maire sortant : Gilles François (Cap21)
- 27 sièges à pourvoir au conseil municipal (population légale 2022 : 3 713 habitants)
- 1 siège à pourvoir au conseil communautaire (Grand Annecy)

| Tête de liste | Tête de liste | Parti(s) | Nuance | Premier tour | Premier tour | Second tour | Second tour | Sièges | Sièges |
| Tête de liste | Tête de liste | Parti(s) | Nuance | Voix         | %            | Voix        | %           | CM     | CC     |
| ------------- | ------------- | -------- | ------ | ------------ | ------------ | ----------- | ----------- | ------ | ------ |

### La Balme-de-Sillingy
- Maire sortante : Séverine Mugnier (DVD)
- 29 sièges à pourvoir au conseil municipal (population légale 2022 : 5 215 habitants)
- 10 sièges à pourvoir au conseil communautaire (CC Fier et Usses)

| Tête de liste | Tête de liste | Parti(s) | Nuance | Premier tour | Premier tour | Second tour | Second tour | Sièges | Sièges |
| Tête de liste | Tête de liste | Parti(s) | Nuance | Voix         | %            | Voix        | %           | CM     | CC     |
| ------------- | ------------- | -------- | ------ | ------------ | ------------ | ----------- | ----------- | ------ | ------ |

### Beaumont
- Maire sortant : Marc Genoud (SE)
- 23 sièges à pourvoir au conseil municipal (population légale 2022 : 3 081 habitants)
- 3 sièges à pourvoir au conseil communautaire (CC du Genevois)

| Tête de liste | Tête de liste | Parti(s) | Nuance | Premier tour | Premier tour | Second tour | Second tour | Sièges | Sièges |
| Tête de liste | Tête de liste | Parti(s) | Nuance | Voix         | %            | Voix        | %           | CM     | CC     |
| ------------- | ------------- | -------- | ------ | ------------ | ------------ | ----------- | ----------- | ------ | ------ |

### Bonne
- Maire sortant : Yves Cheminal (DVD)
- 23 sièges à pourvoir au conseil municipal (population légale 2022 : 3 268 habitants)
- 2 sièges à pourvoir au conseil communautaire (Annemasse - Les Voirons Agglomération)

| Tête de liste | Tête de liste | Parti(s) | Nuance | Premier tour | Premier tour | Second tour | Second tour | Sièges | Sièges |
| Tête de liste | Tête de liste | Parti(s) | Nuance | Voix         | %            | Voix        | %           | CM     | CC     |
| ------------- | ------------- | -------- | ------ | ------------ | ------------ | ----------- | ----------- | ------ | ------ |

### Bonneville
- Maire sortant : Stéphane Valli (LR)
- 33 sièges à pourvoir au conseil municipal (population légale 2022 : 13 320 habitants)
- 11 sièges à pourvoir au conseil communautaire (CC Faucigny-Glières)

| Tête de liste | Tête de liste | Parti(s) | Nuance | Premier tour | Premier tour | Second tour | Second tour | Sièges | Sièges |
| Tête de liste | Tête de liste | Parti(s) | Nuance | Voix         | %            | Voix        | %           | CM     | CC     |
| ------------- | ------------- | -------- | ------ | ------------ | ------------ | ----------- | ----------- | ------ | ------ |

### Bons-en-Chablais
- Maire sortant : Olivier Jacquier (SE)
- 29 sièges à pourvoir au conseil municipal (population légale 2022 : 6 120 habitants)
- 3 sièges à pourvoir au conseil communautaire (Thonon Agglomération)

| Tête de liste | Tête de liste | Parti(s) | Nuance | Premier tour | Premier tour | Second tour | Second tour | Sièges | Sièges |
| Tête de liste | Tête de liste | Parti(s) | Nuance | Voix         | %            | Voix        | %           | CM     | CC     |
| ------------- | ------------- | -------- | ------ | ------------ | ------------ | ----------- | ----------- | ------ | ------ |

### Chamonix-Mont-Blanc
- Maire sortant : Éric Fournier (UDI)
- 29 sièges à pourvoir au conseil municipal (population légale 2022 : 8 673 habitants)
- 13 sièges à pourvoir au conseil communautaire (CC de la Vallée de Chamonix-Mont-Blanc)

| Tête de liste | Tête de liste | Parti(s) | Nuance | Premier tour | Premier tour | Second tour | Second tour | Sièges | Sièges |
| Tête de liste | Tête de liste | Parti(s) | Nuance | Voix         | %            | Voix        | %           | CM     | CC     |
| ------------- | ------------- | -------- | ------ | ------------ | ------------ | ----------- | ----------- | ------ | ------ |

### Chavanod
- Maire sortant : Franck Bogey (SE)
- 23 sièges à pourvoir au conseil municipal (population légale 2022 : 3 024 habitants)
- 1 siège à pourvoir au conseil communautaire (Grand Annecy)

| Tête de liste | Tête de liste | Parti(s) | Nuance | Premier tour | Premier tour | Second tour | Second tour | Sièges | Sièges |
| Tête de liste | Tête de liste | Parti(s) | Nuance | Voix         | %            | Voix        | %           | CM     | CC     |
| ------------- | ------------- | -------- | ------ | ------------ | ------------ | ----------- | ----------- | ------ | ------ |

### Chens-sur-Léman
- Maire sortante : Pascale Moriaud-Billod (DVD)
- 23 sièges à pourvoir au conseil municipal (population légale 2022 : 3 005 habitants)
- 1 siège à pourvoir au conseil communautaire (Thonon Agglomération)

| Tête de liste | Tête de liste | Parti(s) | Nuance | Premier tour | Premier tour | Second tour | Second tour | Sièges | Sièges |
| Tête de liste | Tête de liste | Parti(s) | Nuance | Voix         | %            | Voix        | %           | CM     | CC     |
| ------------- | ------------- | -------- | ------ | ------------ | ------------ | ----------- | ----------- | ------ | ------ |

### Cluses
- Maire sortant : Jean-Philippe Mas (LR)
- 33 sièges à pourvoir au conseil municipal (population légale 2022 : 17 366 habitants)
- 12 sièges à pourvoir au conseil communautaire (CC Cluses-Arve et Montagnes)

| Tête de liste | Tête de liste | Parti(s) | Nuance | Premier tour | Premier tour | Second tour | Second tour | Sièges | Sièges |
| Tête de liste | Tête de liste | Parti(s) | Nuance | Voix         | %            | Voix        | %           | CM     | CC     |
| ------------- | ------------- | -------- | ------ | ------------ | ------------ | ----------- | ----------- | ------ | ------ |

### Collonges-sous-Salève
- Maire sortante : Brigitte Gondouin (DVC)
- 27 sièges à pourvoir au conseil municipal (population légale 2022 : 3 876 habitants)
- 4 sièges à pourvoir au conseil communautaire (CC du Genevois)

| Tête de liste | Tête de liste | Parti(s) | Nuance | Premier tour | Premier tour | Second tour | Second tour | Sièges | Sièges |
| Tête de liste | Tête de liste | Parti(s) | Nuance | Voix         | %            | Voix        | %           | CM     | CC     |
| ------------- | ------------- | -------- | ------ | ------------ | ------------ | ----------- | ----------- | ------ | ------ |

### Cranves-Sales
- Maire sortant : Bernard Boccard (LR)
- 29 sièges à pourvoir au conseil municipal (population légale 2022 : 7 476 habitants)
- 4 sièges à pourvoir au conseil communautaire (Annemasse - Les Voirons Agglomération)

| Tête de liste | Tête de liste | Parti(s) | Nuance | Premier tour | Premier tour | Second tour | Second tour | Sièges | Sièges |
| Tête de liste | Tête de liste | Parti(s) | Nuance | Voix         | %            | Voix        | %           | CM     | CC     |
| ------------- | ------------- | -------- | ------ | ------------ | ------------ | ----------- | ----------- | ------ | ------ |

### Cruseilles
- Maire sortante : Sylvie Mermillod (DVD)
- 29 sièges à pourvoir au conseil municipal (population légale 2022 : 5 058 habitants)
- 9 sièges à pourvoir au conseil communautaire (CC du Pays de Cruseilles)

| Tête de liste | Tête de liste | Parti(s) | Nuance | Premier tour | Premier tour | Second tour | Second tour | Sièges | Sièges |
| Tête de liste | Tête de liste | Parti(s) | Nuance | Voix         | %            | Voix        | %           | CM     | CC     |
| ------------- | ------------- | -------- | ------ | ------------ | ------------ | ----------- | ----------- | ------ | ------ |

### Doussard
- Maire sortante : Marielle Juilien (SE)
- 27 sièges à pourvoir au conseil municipal (population légale 2022 : 3 688 habitants)
- 7 sièges à pourvoir au conseil communautaire (CC des Sources du Lac d'Annecy)

| Tête de liste | Tête de liste | Parti(s) | Nuance | Premier tour | Premier tour | Second tour | Second tour | Sièges | Sièges |
| Tête de liste | Tête de liste | Parti(s) | Nuance | Voix         | %            | Voix        | %           | CM     | CC     |
| ------------- | ------------- | -------- | ------ | ------------ | ------------ | ----------- | ----------- | ------ | ------ |

### Douvaine
- Maire sortante : Claire Chuinard (DVC)
- 29 sièges à pourvoir au conseil municipal (population légale 2022 : 6 788 habitants)
- 3 sièges à pourvoir au conseil communautaire (Thonon Agglomération)

| Tête de liste | Tête de liste | Parti(s) | Nuance | Premier tour | Premier tour | Second tour | Second tour | Sièges | Sièges |
| Tête de liste | Tête de liste | Parti(s) | Nuance | Voix         | %            | Voix        | %           | CM     | CC     |
| ------------- | ------------- | -------- | ------ | ------------ | ------------ | ----------- | ----------- | ------ | ------ |

### Epagny Metz-Tessy
- Maire sortant : Roland Daviet (DVD)
- 33 sièges à pourvoir au conseil municipal (population légale 2022 : 8 642 habitants)
- 4 sièges à pourvoir au conseil communautaire (Grand Annecy)

| Tête de liste | Tête de liste | Parti(s) | Nuance | Premier tour | Premier tour | Second tour | Second tour | Sièges | Sièges |
| Tête de liste | Tête de liste | Parti(s) | Nuance | Voix         | %            | Voix        | %           | CM     | CC     |
| ------------- | ------------- | -------- | ------ | ------------ | ------------ | ----------- | ----------- | ------ | ------ |

### Évian-les-Bains
- Maire sortante : Josiane Lei (LR)
- 29 sièges à pourvoir au conseil municipal (population légale 2022 : 9 224 habitants)
- 9 sièges à pourvoir au conseil communautaire (CC Pays d'Évian Vallée d'Abondance)

| Tête de liste | Tête de liste | Parti(s) | Nuance | Premier tour | Premier tour | Second tour | Second tour | Sièges | Sièges |
| Tête de liste | Tête de liste | Parti(s) | Nuance | Voix         | %            | Voix        | %           | CM     | CC     |
| ------------- | ------------- | -------- | ------ | ------------ | ------------ | ----------- | ----------- | ------ | ------ |

### Faverges-Seythenex
- Maire sortant : Jacques Dalex (DVG)
- 33 sièges à pourvoir au conseil municipal (population légale 2022 : 7 540 habitants)
- 16 sièges à pourvoir au conseil communautaire (CC des Sources du Lac d'Annecy)

| Tête de liste | Tête de liste | Parti(s) | Nuance | Premier tour | Premier tour | Second tour | Second tour | Sièges | Sièges |
| Tête de liste | Tête de liste | Parti(s) | Nuance | Voix         | %            | Voix        | %           | CM     | CC     |
| ------------- | ------------- | -------- | ------ | ------------ | ------------ | ----------- | ----------- | ------ | ------ |

### Fillière
- Maire sortant : Christian Anselme (DVD)
- 33 sièges à pourvoir au conseil municipal (population légale 2022 : 9 812 habitants)
- 5 sièges à pourvoir au conseil communautaire (Grand Annecy)

| Tête de liste | Tête de liste | Parti(s) | Nuance | Premier tour | Premier tour | Second tour | Second tour | Sièges | Sièges |
| Tête de liste | Tête de liste | Parti(s) | Nuance | Voix         | %            | Voix        | %           | CM     | CC     |
| ------------- | ------------- | -------- | ------ | ------------ | ------------ | ----------- | ----------- | ------ | ------ |

### Fillinges
- Maire sortant : Bruno Forel (UDI)
- 27 sièges à pourvoir au conseil municipal (population légale 2022 : 3 550 habitants)
- 6 sièges à pourvoir au conseil communautaire (CC des Quatre Rivières)

| Tête de liste | Tête de liste | Parti(s) | Nuance | Premier tour | Premier tour | Second tour | Second tour | Sièges | Sièges |
| Tête de liste | Tête de liste | Parti(s) | Nuance | Voix         | %            | Voix        | %           | CM     | CC     |
| ------------- | ------------- | -------- | ------ | ------------ | ------------ | ----------- | ----------- | ------ | ------ |

### Gaillard
- Maire sortant : Antoine Blouin (DVD)
- 33 sièges à pourvoir au conseil municipal (population légale 2022 : 11 054 habitants)
- 8 sièges à pourvoir au conseil communautaire (Annemasse - Les Voirons Agglomération)

| Tête de liste | Tête de liste | Parti(s) | Nuance | Premier tour | Premier tour | Second tour | Second tour | Sièges | Sièges |
| Tête de liste | Tête de liste | Parti(s) | Nuance | Voix         | %            | Voix        | %           | CM     | CC     |
| ------------- | ------------- | -------- | ------ | ------------ | ------------ | ----------- | ----------- | ------ | ------ |

### Groisy
- Maire sortant : Henri Chaumontet (DVD)
- 27 sièges à pourvoir au conseil municipal (population légale 2022 : 4 044 habitants)
- 2 sièges à pourvoir au conseil communautaire (Grand Annecy)

| Tête de liste | Tête de liste | Parti(s) | Nuance | Premier tour | Premier tour | Second tour | Second tour | Sièges | Sièges |
| Tête de liste | Tête de liste | Parti(s) | Nuance | Voix         | %            | Voix        | %           | CM     | CC     |
| ------------- | ------------- | -------- | ------ | ------------ | ------------ | ----------- | ----------- | ------ | ------ |

### Les Houches
- Maire sortante : Ghislaine Bossonney (SE)
- 27 sièges à pourvoir au conseil municipal (population légale 2022 : 3 529 habitants)
- 10 sièges à pourvoir au conseil communautaire (CC de la Vallée de Chamonix-Mont-Blanc)

| Tête de liste | Tête de liste | Parti(s) | Nuance | Premier tour | Premier tour | Second tour | Second tour | Sièges | Sièges |
| Tête de liste | Tête de liste | Parti(s) | Nuance | Voix         | %            | Voix        | %           | CM     | CC     |
| ------------- | ------------- | -------- | ------ | ------------ | ------------ | ----------- | ----------- | ------ | ------ |

### Magland
- Maire sortant : Johann Ravailler (SE)
- 23 sièges à pourvoir au conseil municipal (population légale 2022 : 3 242 habitants)
- 4 sièges à pourvoir au conseil communautaire (CC Cluses-Arve et Montagnes)

| Tête de liste | Tête de liste | Parti(s) | Nuance | Premier tour | Premier tour | Second tour | Second tour | Sièges | Sièges |
| Tête de liste | Tête de liste | Parti(s) | Nuance | Voix         | %            | Voix        | %           | CM     | CC     |
| ------------- | ------------- | -------- | ------ | ------------ | ------------ | ----------- | ----------- | ------ | ------ |

### Marignier
- Maire sortant : Christophe Pery (SE)
- 29 sièges à pourvoir au conseil municipal (population légale 2022 : 6 432 habitants)
- 7 sièges à pourvoir au conseil communautaire (CC Faucigny-Glières)

| Tête de liste | Tête de liste | Parti(s) | Nuance | Premier tour | Premier tour | Second tour | Second tour | Sièges | Sièges |
| Tête de liste | Tête de liste | Parti(s) | Nuance | Voix         | %            | Voix        | %           | CM     | CC     |
| ------------- | ------------- | -------- | ------ | ------------ | ------------ | ----------- | ----------- | ------ | ------ |

### Marnaz
- Maire sortante : Chantal Vannson (DVD)
- 29 sièges à pourvoir au conseil municipal (population légale 2022 : 5 920 habitants)
- 5 sièges à pourvoir au conseil communautaire (CC Cluses-Arve et Montagnes)

| Tête de liste | Tête de liste | Parti(s) | Nuance | Premier tour | Premier tour | Second tour | Second tour | Sièges | Sièges |
| Tête de liste | Tête de liste | Parti(s) | Nuance | Voix         | %            | Voix        | %           | CM     | CC     |
| ------------- | ------------- | -------- | ------ | ------------ | ------------ | ----------- | ----------- | ------ | ------ |

### Neuvecelle
- Maire sortante : Nadine Wendling (DVD)
- 23 sièges à pourvoir au conseil municipal (population légale 2022 : 3 224 habitants)
- 3 sièges à pourvoir au conseil communautaire (CC Pays d'Évian Vallée d'Abondance)

| Tête de liste | Tête de liste | Parti(s) | Nuance | Premier tour | Premier tour | Second tour | Second tour | Sièges | Sièges |
| Tête de liste | Tête de liste | Parti(s) | Nuance | Voix         | %            | Voix        | %           | CM     | CC     |
| ------------- | ------------- | -------- | ------ | ------------ | ------------ | ----------- | ----------- | ------ | ------ |

### Passy
- Maire sortant : Raphaël Castéra (DVG)
- 33 sièges à pourvoir au conseil municipal (population légale 2022 : 10 852 habitants)
- 10 sièges à pourvoir au conseil communautaire (CC Pays du Mont-Blanc)

| Tête de liste | Tête de liste | Parti(s) | Nuance | Premier tour | Premier tour | Second tour | Second tour | Sièges | Sièges |
| Tête de liste | Tête de liste | Parti(s) | Nuance | Voix         | %            | Voix        | %           | CM     | CC     |
| ------------- | ------------- | -------- | ------ | ------------ | ------------ | ----------- | ----------- | ------ | ------ |

### Pers-Jussy
- Maire sortante : Isabelle Roguet (DVD)
- 23 sièges à pourvoir au conseil municipal (population légale 2022 : 3 207 habitants)
- 5 sièges à pourvoir au conseil communautaire (CC Arve et Salève)

| Tête de liste | Tête de liste | Parti(s) | Nuance | Premier tour | Premier tour | Second tour | Second tour | Sièges | Sièges |
| Tête de liste | Tête de liste | Parti(s) | Nuance | Voix         | %            | Voix        | %           | CM     | CC     |
| ------------- | ------------- | -------- | ------ | ------------ | ------------ | ----------- | ----------- | ------ | ------ |

### Poisy
- Maire sortant : Pierre Bruyère (LR)
- 29 sièges à pourvoir au conseil municipal (population légale 2022 : 9 032 habitants)
- 4 sièges à pourvoir au conseil communautaire (Grand Annecy)

| Tête de liste | Tête de liste | Parti(s) | Nuance | Premier tour | Premier tour | Second tour | Second tour | Sièges | Sièges |
| Tête de liste | Tête de liste | Parti(s) | Nuance | Voix         | %            | Voix        | %           | CM     | CC     |
| ------------- | ------------- | -------- | ------ | ------------ | ------------ | ----------- | ----------- | ------ | ------ |

### Publier
- Maire sortant : Jacques Grandchamp (DVD)
- 29 sièges à pourvoir au conseil municipal (population légale 2022 : 7 793 habitants)
- 7 sièges à pourvoir au conseil communautaire (CC Pays d'Évian Vallée d'Abondance)

| Tête de liste | Tête de liste | Parti(s) | Nuance | Premier tour | Premier tour | Second tour | Second tour | Sièges | Sièges |
| Tête de liste | Tête de liste | Parti(s) | Nuance | Voix         | %            | Voix        | %           | CM     | CC     |
| ------------- | ------------- | -------- | ------ | ------------ | ------------ | ----------- | ----------- | ------ | ------ |

### Reignier-Ésery
- Maire sortant : Lucas Pugin (DVD)
- 29 sièges à pourvoir au conseil municipal (population légale 2022 : 8 112 habitants)
- 12 sièges à pourvoir au conseil communautaire (CC Arve et Salève)

| Tête de liste | Tête de liste | Parti(s) | Nuance | Premier tour | Premier tour | Second tour | Second tour | Sièges | Sièges |
| Tête de liste | Tête de liste | Parti(s) | Nuance | Voix         | %            | Voix        | %           | CM     | CC     |
| ------------- | ------------- | -------- | ------ | ------------ | ------------ | ----------- | ----------- | ------ | ------ |

### La Roche-sur-Foron
- Maire sortant : Pierrick Ducimetière (DVD)
- 33 sièges à pourvoir au conseil municipal (population légale 2022 : 11 239 habitants)
- 15 sièges à pourvoir au conseil communautaire (CC du Pays Rochois)

| Tête de liste            | Tête de liste  | Parti(s) | Nuance | Premier tour | Premier tour | Second tour | Second tour | Sièges | Sièges |
| Tête de liste            | Tête de liste  | Parti(s) | Nuance | Voix         | %            | Voix        | %           | CM     | CC     |
| ------------------------ | -------------- | -------- | ------ | ------------ | ------------ | ----------- | ----------- | ------ | ------ |
|                          | Patrice Contat | DVD      |        |              |              |             |             |        |        |
|                          |                |          |        |              |              |             |             |        |        |
| Exprimés                 |                |          |        |              |              |             |             |        |        |
| Votes blancs             |                |          |        |              |              |             |             |        |        |
| Votes nuls               |                |          |        |              |              |             |             |        |        |
| Total                    | Total          | Total    | Total  |              | 100          |             | 100         | 33     | 15     |
| Absentions               |                |          |        |              |              |             |             |        |        |
| Inscrits / participation |                |          |        |              |              |             |             |        |        |

### Rumilly
- Maire sortant : Christian Dulac (SE)
- 33 sièges à pourvoir au conseil municipal (population légale 2022 : 16 082 habitants)
- 20 sièges à pourvoir au conseil communautaire (CC Rumilly Terre de Savoie)

| Tête de liste            | Tête de liste    | Parti(s) | Nuance | Premier tour | Premier tour | Second tour | Second tour | Sièges | Sièges |
| Tête de liste            | Tête de liste    | Parti(s) | Nuance | Voix         | %            | Voix        | %           | CM     | CC     |
| ------------------------ | ---------------- | -------- | ------ | ------------ | ------------ | ----------- | ----------- | ------ | ------ |
|                          | Christian Dulac, | SE       |        |              |              |             |             |        |        |
|                          |                  |          |        |              |              |             |             |        |        |
| Exprimés                 |                  |          |        |              |              |             |             |        |        |
| Votes blancs             |                  |          |        |              |              |             |             |        |        |
| Votes nuls               |                  |          |        |              |              |             |             |        |        |
| Total                    | Total            | Total    | Total  |              | 100          |             | 100         | 33     | 20     |
| Absentions               |                  |          |        |              |              |             |             |        |        |
| Inscrits / participation |                  |          |        |              |              |             |             |        |        |

### Saint-Cergues
- Maire sortant : Gabriel Doublet (UDI)
- 27 sièges à pourvoir au conseil municipal (population légale 2022 : 3 779 habitants)
- 3 sièges à pourvoir au conseil communautaire (Annemasse - Les Voirons Agglomération)

| Tête de liste | Tête de liste | Parti(s) | Nuance | Premier tour | Premier tour | Second tour | Second tour | Sièges | Sièges |
| Tête de liste | Tête de liste | Parti(s) | Nuance | Voix         | %            | Voix        | %           | CM     | CC     |
| ------------- | ------------- | -------- | ------ | ------------ | ------------ | ----------- | ----------- | ------ | ------ |

### Saint-Gervais-les-Bains
- Maire sortant : Jean-Marc Peillex (RE)
- 29 sièges à pourvoir au conseil municipal (population légale 2022 : 5 678 habitants)
- 5 sièges à pourvoir au conseil communautaire (CC Pays du Mont-Blanc)

| Tête de liste | Tête de liste | Parti(s) | Nuance | Premier tour | Premier tour | Second tour | Second tour | Sièges | Sièges |
| Tête de liste | Tête de liste | Parti(s) | Nuance | Voix         | %            | Voix        | %           | CM     | CC     |
| ------------- | ------------- | -------- | ------ | ------------ | ------------ | ----------- | ----------- | ------ | ------ |

### Saint-Jeoire
- Maire sortant : Antoine Valentin (UDR)
- 23 sièges à pourvoir au conseil municipal (population légale 2022 : 3 423 habitants)
- 6 sièges à pourvoir au conseil communautaire (CC des Quatre Rivières)

| Tête de liste | Tête de liste | Parti(s) | Nuance | Premier tour | Premier tour | Second tour | Second tour | Sièges | Sièges |
| Tête de liste | Tête de liste | Parti(s) | Nuance | Voix         | %            | Voix        | %           | CM     | CC     |
| ------------- | ------------- | -------- | ------ | ------------ | ------------ | ----------- | ----------- | ------ | ------ |

### Saint-Jorioz
- Maire sortant : Michel Beal (DVD)
- 29 sièges à pourvoir au conseil municipal (population légale 2022 : 6 344 habitants)
- 3 sièges à pourvoir au conseil communautaire (Grand Annecy)

| Tête de liste | Tête de liste | Parti(s) | Nuance | Premier tour | Premier tour | Second tour | Second tour | Sièges | Sièges |
| Tête de liste | Tête de liste | Parti(s) | Nuance | Voix         | %            | Voix        | %           | CM     | CC     |
| ------------- | ------------- | -------- | ------ | ------------ | ------------ | ----------- | ----------- | ------ | ------ |

### Saint-Julien-en-Genevois
- Maire sortante : Véronique Lecauchois (PS)
- 33 sièges à pourvoir au conseil municipal (population légale 2022 : 15 925 habitants)
- 15 sièges à pourvoir au conseil communautaire (CC du Genevois)

| Tête de liste | Tête de liste | Parti(s) | Nuance | Premier tour | Premier tour | Second tour | Second tour | Sièges | Sièges |
| Tête de liste | Tête de liste | Parti(s) | Nuance | Voix         | %            | Voix        | %           | CM     | CC     |
| ------------- | ------------- | -------- | ------ | ------------ | ------------ | ----------- | ----------- | ------ | ------ |

### Saint-Pierre-en-Faucigny
- Maire sortant : Marin Gaillard (DVD)
- 29 sièges à pourvoir au conseil municipal (population légale 2022 : 7 848 habitants)
- 8 sièges à pourvoir au conseil communautaire (CC du Pays Rochois)

| Tête de liste | Tête de liste | Parti(s) | Nuance | Premier tour | Premier tour | Second tour | Second tour | Sièges | Sièges |
| Tête de liste | Tête de liste | Parti(s) | Nuance | Voix         | %            | Voix        | %           | CM     | CC     |
| ------------- | ------------- | -------- | ------ | ------------ | ------------ | ----------- | ----------- | ------ | ------ |

### Sallanches
- Maire sortant : Georges Morand (LR)
- 33 sièges à pourvoir au conseil municipal (population légale 2022 : 17 041 habitants)
- 15 sièges à pourvoir au conseil communautaire (CC Pays du Mont-Blanc)

| Tête de liste | Tête de liste | Parti(s) | Nuance | Premier tour | Premier tour | Second tour | Second tour | Sièges | Sièges |
| Tête de liste | Tête de liste | Parti(s) | Nuance | Voix         | %            | Voix        | %           | CM     | CC     |
| ------------- | ------------- | -------- | ------ | ------------ | ------------ | ----------- | ----------- | ------ | ------ |

### Sciez
- Maire sortant : Cyril Démolis (DVD)
- 29 sièges à pourvoir au conseil municipal (population légale 2022 : 6 317 habitants)
- 3 sièges à pourvoir au conseil communautaire (Thonon Agglomération)

| Tête de liste | Tête de liste | Parti(s) | Nuance | Premier tour | Premier tour | Second tour | Second tour | Sièges | Sièges |
| Tête de liste | Tête de liste | Parti(s) | Nuance | Voix         | %            | Voix        | %           | CM     | CC     |
| ------------- | ------------- | -------- | ------ | ------------ | ------------ | ----------- | ----------- | ------ | ------ |

### Scionzier
- Maire sortant : Sandro Pépin (DVD)
- 29 sièges à pourvoir au conseil municipal (population légale 2022 : 9 074 habitants)
- 6 sièges à pourvoir au conseil communautaire (CC Cluses-Arve et Montagnes)

| Tête de liste | Tête de liste | Parti(s) | Nuance | Premier tour | Premier tour | Second tour | Second tour | Sièges | Sièges |
| Tête de liste | Tête de liste | Parti(s) | Nuance | Voix         | %            | Voix        | %           | CM     | CC     |
| ------------- | ------------- | -------- | ------ | ------------ | ------------ | ----------- | ----------- | ------ | ------ |

### Sevrier
- Maire sortant : Bruno Lyonnaz (SE)
- 27 sièges à pourvoir au conseil municipal (population légale 2022 : 4 324 habitants)
- 2 sièges à pourvoir au conseil communautaire (Grand Annecy)

| Tête de liste | Tête de liste | Parti(s) | Nuance | Premier tour | Premier tour | Second tour | Second tour | Sièges | Sièges |
| Tête de liste | Tête de liste | Parti(s) | Nuance | Voix         | %            | Voix        | %           | CM     | CC     |
| ------------- | ------------- | -------- | ------ | ------------ | ------------ | ----------- | ----------- | ------ | ------ |

### Sillingy
- Maire sortant : Yvan Sonnerat (DVD)
- 29 sièges à pourvoir au conseil municipal (population légale 2022 : 5 652 habitants)
- 9 sièges à pourvoir au conseil communautaire (CC Fier et Usses)

| Tête de liste | Tête de liste | Parti(s) | Nuance | Premier tour | Premier tour | Second tour | Second tour | Sièges | Sièges |
| Tête de liste | Tête de liste | Parti(s) | Nuance | Voix         | %            | Voix        | %           | CM     | CC     |
| ------------- | ------------- | -------- | ------ | ------------ | ------------ | ----------- | ----------- | ------ | ------ |

### Taninges
- Maire sortant : Gilles Péguet (SE)
- 27 sièges à pourvoir au conseil municipal (population légale 2022 : 3 501 habitants)
- 5 sièges à pourvoir au conseil communautaire (CC des Montagnes du Giffre)

| Tête de liste | Tête de liste | Parti(s) | Nuance | Premier tour | Premier tour | Second tour | Second tour | Sièges | Sièges |
| Tête de liste | Tête de liste | Parti(s) | Nuance | Voix         | %            | Voix        | %           | CM     | CC     |
| ------------- | ------------- | -------- | ------ | ------------ | ------------ | ----------- | ----------- | ------ | ------ |

### Thônes
- Maire sortant : Pierre Bibollet (UDI)
- 29 sièges à pourvoir au conseil municipal (population légale 2022 : 6 654 habitants)
- 9 sièges à pourvoir au conseil communautaire (CC des Vallées de Thônes)

| Tête de liste | Tête de liste | Parti(s) | Nuance | Premier tour | Premier tour | Second tour | Second tour | Sièges | Sièges |
| Tête de liste | Tête de liste | Parti(s) | Nuance | Voix         | %            | Voix        | %           | CM     | CC     |
| ------------- | ------------- | -------- | ------ | ------------ | ------------ | ----------- | ----------- | ------ | ------ |

### Thonon-les-Bains
- Maire sortant : Christophe Arminjon (DVD)
- 39 sièges à pourvoir au conseil municipal (population légale 2022 : 37 689 habitants)
- 22 sièges à pourvoir au conseil communautaire (Thonon Agglomération)

| Tête de liste | Tête de liste | Parti(s) | Nuance | Premier tour | Premier tour | Second tour | Second tour | Sièges | Sièges |
| Tête de liste | Tête de liste | Parti(s) | Nuance | Voix         | %            | Voix        | %           | CM     | CC     |
| ------------- | ------------- | -------- | ------ | ------------ | ------------ | ----------- | ----------- | ------ | ------ |

### Thyez
- Maire sortant : Fabrice Gyselinck (SE)
- 29 sièges à pourvoir au conseil municipal (population légale 2022 : 6 344 habitants)
- 5 sièges à pourvoir au conseil communautaire (CC Cluses-Arve et Montagnes)

| Tête de liste | Tête de liste | Parti(s) | Nuance | Premier tour | Premier tour | Second tour | Second tour | Sièges | Sièges |
| Tête de liste | Tête de liste | Parti(s) | Nuance | Voix         | %            | Voix        | %           | CM     | CC     |
| ------------- | ------------- | -------- | ------ | ------------ | ------------ | ----------- | ----------- | ------ | ------ |

### Valleiry
- Maire sortant : Alban Magnin (UDI)
- 29 sièges à pourvoir au conseil municipal (population légale 2022 : 5 090 habitants)
- 4 sièges à pourvoir au conseil communautaire (CC du Genevois)

| Tête de liste | Tête de liste | Parti(s) | Nuance | Premier tour | Premier tour | Second tour | Second tour | Sièges | Sièges |
| Tête de liste | Tête de liste | Parti(s) | Nuance | Voix         | %            | Voix        | %           | CM     | CC     |
| ------------- | ------------- | -------- | ------ | ------------ | ------------ | ----------- | ----------- | ------ | ------ |

### Veigy-Foncenex
- Maire sortante : Catherine Bastard (DVD)
- 27 sièges à pourvoir au conseil municipal (population légale 2022 : 4 035 habitants)
- 2 sièges à pourvoir au conseil communautaire (Thonon Agglomération)

| Tête de liste | Tête de liste | Parti(s) | Nuance | Premier tour | Premier tour | Second tour | Second tour | Sièges | Sièges |
| Tête de liste | Tête de liste | Parti(s) | Nuance | Voix         | %            | Voix        | %           | CM     | CC     |
| ------------- | ------------- | -------- | ------ | ------------ | ------------ | ----------- | ----------- | ------ | ------ |

### Vétraz-Monthoux
- Maire sortant : Patrick Antoine (DVD)
- 33 sièges à pourvoir au conseil municipal (population légale 2022 : 10 412 habitants)
- 5 sièges à pourvoir au conseil communautaire (Annemasse - Les Voirons Agglomération)

| Tête de liste | Tête de liste | Parti(s) | Nuance | Premier tour | Premier tour | Second tour | Second tour | Sièges | Sièges |
| Tête de liste | Tête de liste | Parti(s) | Nuance | Voix         | %            | Voix        | %           | CM     | CC     |
| ------------- | ------------- | -------- | ------ | ------------ | ------------ | ----------- | ----------- | ------ | ------ |

### Villaz
- Maire sortant : Christian Martinod (DVD)
- 23 sièges à pourvoir au conseil municipal (population légale 2022 : 3 473 habitants)
- 2 sièges à pourvoir au conseil communautaire (Grand Annecy)

| Tête de liste | Tête de liste | Parti(s) | Nuance | Premier tour | Premier tour | Second tour | Second tour | Sièges | Sièges |
| Tête de liste | Tête de liste | Parti(s) | Nuance | Voix         | %            | Voix        | %           | CM     | CC     |
| ------------- | ------------- | -------- | ------ | ------------ | ------------ | ----------- | ----------- | ------ | ------ |

### Ville-la-Grand
- Maire sortante : Nadine Jacquier (SE)
- 29 sièges à pourvoir au conseil municipal (population légale 2022 : 9 196 habitants)
- 5 sièges à pourvoir au conseil communautaire (Annemasse - Les Voirons Agglomération)

| Tête de liste | Tête de liste | Parti(s) | Nuance | Premier tour | Premier tour | Second tour | Second tour | Sièges | Sièges |
| Tête de liste | Tête de liste | Parti(s) | Nuance | Voix         | %            | Voix        | %           | CM     | CC     |
| ------------- | ------------- | -------- | ------ | ------------ | ------------ | ----------- | ----------- | ------ | ------ |

### Viry
- Maire sortant : Laurent Chevalier (SE)
- 29 sièges à pourvoir au conseil municipal (population légale 2022 : 5 625 habitants)
- 4 sièges à pourvoir au conseil communautaire (CC du Genevois)

| Tête de liste | Tête de liste | Parti(s) | Nuance | Premier tour | Premier tour | Second tour | Second tour | Sièges | Sièges |
| Tête de liste | Tête de liste | Parti(s) | Nuance | Voix         | %            | Voix        | %           | CM     | CC     |
| ------------- | ------------- | -------- | ------ | ------------ | ------------ | ----------- | ----------- | ------ | ------ |

### Viuz-en-Sallaz
- Maire sortant : Pascal Pochat-Baron (SE)
- 27 sièges à pourvoir au conseil municipal (population légale 2022 : 4 668 habitants)
- 7 sièges à pourvoir au conseil communautaire (CC des Quatre Rivières)

| Tête de liste | Tête de liste | Parti(s) | Nuance | Premier tour | Premier tour | Second tour | Second tour | Sièges | Sièges |
| Tête de liste | Tête de liste | Parti(s) | Nuance | Voix         | %            | Voix        | %           | CM     | CC     |
| ------------- | ------------- | -------- | ------ | ------------ | ------------ | ----------- | ----------- | ------ | ------ |